# Juan Urango
Juan Urango (* 4. Oktober 1980 in Montería, Kolumbien) ist ein ehemaliger kolumbianischer Boxer im Halbweltergewicht und zweifacher IBF-Weltmeister.

## Profikarriere
Im Jahre 2002 gab er mit einem klassischen K.-o.-Sieg erfolgreich sein Profidebüt. Im April 2005 errang er die Latino-Titel der Verbände WBC und IBF. 
Ende Juni des darauffolgenden Jahres schlug er Naoufel Ben Rabeh einstimmig nach Punkten und eroberte dadurch den vakanten IBF-Weltmeisterschaftstitel, welchen er allerdings bereits in seiner ersten Titelverteidigung gegen den ungeschlagenen Briten Ricky Hatton (41-0-0) durch technischen Knockout in Runde 7 verlor.
Am 30. Januar im Jahre 2009 errang Urango erneut den vakanten Weltmeistergürtel der IBF, als er den Kameruner Herman Ngoudjo durch einstimmige Punktrichterentscheidung bezwang.
Im März 2010 verlor er den Gürtel bei der Titelvereinigung an den US-amerikanischen WBC-Titelträger Devon Alexander durch T.K.o in Runde 8. 
Im Jahre 2012 absolvierte Urango seine letzten beiden Kämpfe, welche er jeweils durch klassischen Knockout für sich entschied.